# چاک هابرمن
چاک هابرمن (انگلیسی: Chuck Hoberman؛ ۱۹۵۶ – ) مخترع، معمار، مهندس و اهالی کسب‌وکار اهل ایالات متحده آمریکا بود.